# Markus Kopfauf
Markus Kopfauf (9 juli 1996) is een Oostenrijks wielrenner die anno 2018 rijdt voor WSA Pushbikers.

## Carrière
Als junior behaalde Kopfauf meerdere nationale titels in het baanwielrennen, maar toen hij in 2015 een contract tekende bij WSA-Greenlife verlegde hij zijn focus naar de weg.
In 2017 behaalde Kopfauf zijn eerste UCI-zege op de weg: na eerder al vierde te zijn geworden in zowel de proloog als de eerste rit in lijn van de Ronde van Szeklerland won hij de laatste etappe door solo als eerste te finishen. Stevan Klisurić versloeg Csaba Pályi 21 seconden later in een sprint-à-deux om de tweede plaats.

## Overwinningen
2017
3e etappe deel B Ronde van Szeklerland

## Ploegen
- 2015 –  WSA-Greenlife
- 2016 –  WSA-Greenlife
- 2017 –  WSA-Greenlife
- 2018 –  WSA Pushbikers

Auer · Baldauf · Baumgarten · Beyer · Grasmann · Herzele · Kolb · Kopfauf · Leopold · Meier · Pöll · Salzmann · Trettwer · Vergaerde · Vermeulen